# (9007) James Bond
(9007) James Bond ist ein Asteroid des Hauptgürtels, der am 5. Oktober 1983 von Antonín Mrkos am Kleť-Observatorium in Tschechien entdeckt wurde. 
Die Benennung nach der fiktiven Roman- und Filmfigur wurde zu Ehren des Schriftstellers Ian Fleming, dem Schöpfer des britischen Super-Geheimagenten James Bond, vorgenommen. Die Nummer des Asteroiden spielt auf Bonds Codenummer „007“ im Geheimdienst an.